# Dione (bướm)
Dione là một chi bướm trong họ trong họ Nymphalidae.

## Các loài
- Dione moneta (Hübner, 1825) – Mexican Silverspot
- Dione glycera (C. & R. Felder, 1861) – Andean Silverspot
- Dione juno (Cramer, 1779) – Juno Silverspot or Juno Longwing